# Porcia
Porcia (furlansko Purcie oz. Purcia) je mesto in občina v Pokrajini Pordenone, v zgodovinski regiji Furlaniji. Leži v italijanski deželi Furlanija - Julijska krajina, na severovzhodu Italije. Ima 14.956 prebivalcev. 

## Naselja
V občini je več naselij. Imena naselij v italijanščini in furlanščini:
- Palse / Palsis
- Pieve / Plêf (lok. Pleif)
- Rondover / Rondovêr
- Rorai Piccolo / Rorai Piçul
- Sant'Antonio / Sant Antoni
- Talponedo / Talponêt